# ایران خودرو دیزل

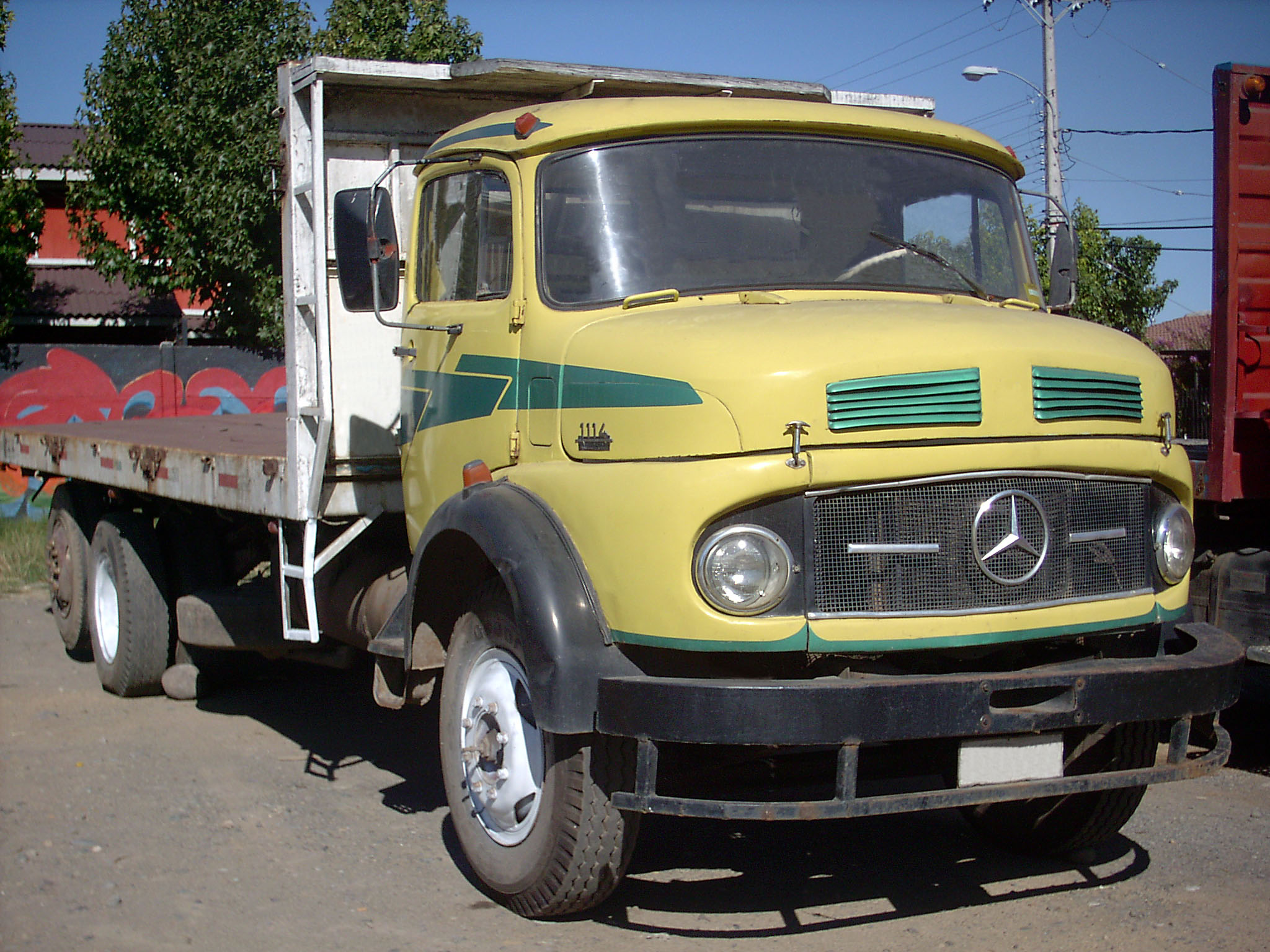
مرسدس بنز مایلر

شرکت ایران خودرو دیزل تولیدکننده وسایل نقلیه تجاری (کامیون، اتوبوس، مینی‌بوس و ون) در بازار ایران و در بازار چند کشور دیگر تحت‌لیسانس دایملر تراک آلمان است. شرکت ایران خودرو دیزل تقریباً ۸۰٪ اتوبوس و حدود ۷۰٪ سهم بازار محلی ایران را در اختیار دارد. اکنون مدیر عامل این شرکت محمدحسن محمدزاده می‌باشد.
این شرکت تقریباً تمام قطعه‌سازان و مجموعه‌سازان زیرمجموعه خود مانند ایدم را تحت عناوینی مانند خروج از زیان، به فروش رسانده و به یک شرکت مونتاژکار تبدیل شده‌است.

## تاریخ
شرکت ایران خودرو دیزل در ابتدا با نام گروه صنعتی خاور در سال ۱۳۳۸  به همت صمد سودآور ابوالعلاء سودآور و برادران با سرمایۀ اولیه ۲۶میلیون ریال برای مونتاژ کامیونهای بنز تأسیس شد. برادران سودآور قبلا وارد کننده این کامیونها بودند.  این شرکت تولید خود را با مونتاژ یک کامیون در روز آغاز کرد اما پس از مدت کوتاهی به دلیل افزایش تقاضا برای وسایل نقلیه تجاری، خطوط تولید و مونتاژ را توسعه داد. آنها از خانواده های کاشانی تباری بود که به عشق آباد رفته بودند و با فامیل کاشانسکی فعالیت می کردند و بعد به ایران آمده و فامیل سودآور را انتخاب کردند. صمد بنا بر نامه ای که «نصرالله صبا» (مختارالملک) در 29 اسفند 1312(ه‌.ش) به تقی‌زاده نوشته بود: «آقای سودآور که در گذشته به اسم کاشانسکی معروف بوده، دو پسر دارد که هر دو در بانک ملّی کار می‌کنند. برادر بزرگتر بنام صمدخان به‌واسطه‌ نداشتن  معافیت خدمت نظام وظیفه، نمی‌تواند به خارجه برود. برادر کوچکتر احمدخان خدمت نظام را به آخر رسانده، در برلین و تهران هم حضور محترم رسیده است، ماهی یک صد تومان حقوق دارد. آقای "هژیر" اظهار می‌دارند که در این مدت هیچ‌گاه لغزش و فتوری از ایشان مشاهده ننموده و از مشارالیه رضایت دارند و تصور می‌رود قابل اعتماد و اطمینان باشند.» . صمد به همراه برادرش شرکت مریخ را تأسیس کردند که خیلی زود توانست امتیاز انحصاری واردات کامیونهای مرسدس بنز را به دست بیاورد. ازدواج او با دختر حاج حسین آقای ملک راه  او را به خاندان های درجه یک ایرانی باز کرد. خانه  سودآور در خیابان حقوقی با آرم شرکت بنز تا چند سال پیش باقی مانده بود.
در سال ۱۳۷۷ه‍.ش شرکت ایران خودرو خطوط تولید اتوبوس و میانی اتوبوس خود را با خطوط تولید کامیون گروه صنعتی خاور  ادغام کرد که شرکت جدید ایران خودرو دیزل، برای تولید انواع خودروهای تجاری برای بازارهای داخلی و خارج از کشور متولد شد. امروز ایران خودرو دیزل دارای خط تولید گسترده‌ای با مساحت ۸۰هکتار است.

## تولید و صادرات
کل تولیدات سالانه این شرکت بالغ بر ۲۰٫۰۰۰ واحد وسایل نقلیه سنگین و نیمه سنگین از قبیل انواع شاسی کامیون (میکسر سیمان، تانکر سوخت، و …)، اتوبوس‌ها (اتوبوس‌های شهری، (دیزلی و CNG)، اتوبوس‌های بین شهری و مربیان، اتوبوس‌های VIP لوکس) و مینی بوس است.
شرکت ایران خودرو دیزل تقریباً ۸۰٪ اتوبوس و حدود ۷۰٪ از سهم بازار محلی ایران را در اختیار دارد و محصولات خود را به بسیاری از کشورها مانند ارمنستان، قزاقستان، ترکمنستان، جمهوری آذربایجان، اوکراین، امارات متحده عربی، پادشاهی عربستان سعودی، عراق، اردن، کویت، قطر، یمن، افغانستان، سوریه، الجزایر، مصر، لیبی، سودان، بوروندی، بورکینا فاسو، ساحل عاج، سنگال، گینه، گامبیا، غنا و ونزوئلا، مصر، جزایر مارشال، وناتو، ساموآ آمریکایی و اتاهیتی. صادر می‌کند.

## محصولات و مفاهیم

### محصولات

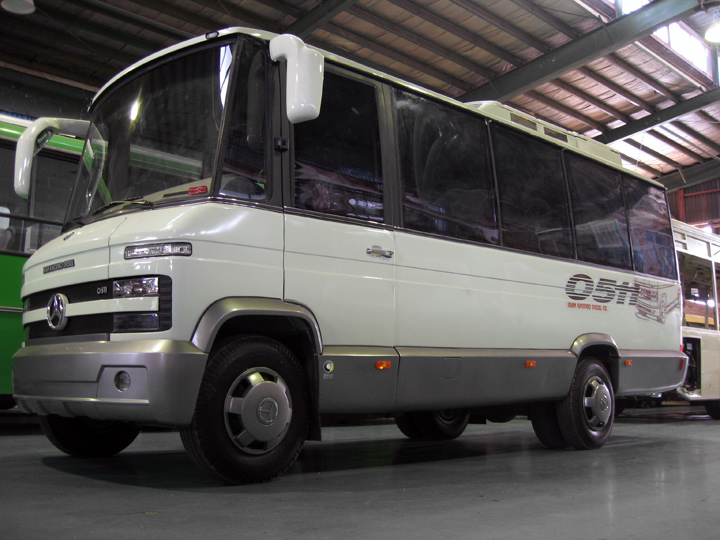
مینی بوس O511 که توسط گروه طراحی سیوان طراحی و توسط ایران خودرو دیزل ساخته شده‌است

| نام محصول          | توضیح مختصر                               |
| ------------------ | ----------------------------------------- |
| مرسدس-بنز واگن هود | کامیون باری، کامیون کمپرسی، کشنده         |
| مرسدس-بنز آکتروس   | کامیون کشنده                              |
| مرسدس-بنز آکسور    | کامیون کشنده، کامیون کمپرسی و کامیون باری |
| مرسدس-بنز آتگو     | کامیون کمپرسی، کامیون باری                |
| خاور               | کامیونت                                   |
| هیوندای مایتی      | کامیونت                                   |
| هیوندای کورس       | مینی‌بوس                                   |
| غزال               | ون                                        |
| مرسدس-بنز اسپرینتر | آمبولانس                                  |
| بنز O309           | مینی‌بوس                                   |
| (آتروس) C1230      | اتوبوس شهری CNG                           |
| فوتون آیومان H4    | کامیون کشنده                              |
| فوتون آیومان H5    | کامیون کشنده                              |
| ون وانا            | ون                                        |
| فوتون تونلند       | وانت                                      |
| بنز O302           | اتوبوس شهری و اتوبوس بین شهری             |
| بنز O457           | اتوبوس شهری                               |
| بنز C457           | اتوبوس بین شهری                           |
| بنز SC457          | اتوبوس بین شهری                           |
| مگاترانس           | اتوبوس شهری                               |
| سینوتراک هوو       | کامیون کشنده                              |
| مینی‌بوس O511       | مینی‌بوس                                   |
| آریا               | کامیون کمپرسی                             |
| آرین               | مینی‌بوس                                   |
| آرنا               | کامیونت                                   |
| آرنا پلاس          | کامیونت                                   |
| آتامان             | کامیون کشنده                              |
| فراز               | کامیون کشنده                              |
| سهند               | کامیون کمپرسی                             |
| نئوپلان            | اتوبوس بین شهری                           |

## شرکت‌های وابسته
شرکت ایران خودرو دیزل به خودی خود چندین شرکت وابسته در حال تولید قطعات و قطعات مورد نیاز برای تولید به شرح زیر است:
- ایدم شرکت تولیدکننده موتور های دیزل تحت لیسانس دایملر بنز آلمان
- چرخشگر تولیدکننده گیربکس تحت لیسانس ZF آلمان
- ومکو شرکت تولیدکننده محور خودرو  VAMCO تحت لیسانس دایملر بنز آلمان
- گواه شرکت خدمات پس از فروش و قطعات یدکی